# Jean Passepartout
Jean Passepartout este un personaj fictiv din romanul Ocolul Pământului în 80 de zile al lui Jules Verne. El era servitorul lui Phileas Fogg (personajul principal), un britanic care a pornit în călătoria aceasta de neuitat.